# Poesía Tang
La Poesía Tang (chino tradicional: 唐詩; chino simplificado: 唐诗; pinyin: Táng shī) se refiere a la poesía escrita en, o alrededor del momento, o en el estilo característico de la dinastía Tang de la China —del 18 de junio de 618 hasta el 4 de junio de 907, incluyendo el 690-705 del reino de Wu Zetian —, y / o sigue un cierto estilo, a menudo considerada como la edad de oro de la poesía china.
Durante la dinastía Tang, la poesía es una parte importante de la vida social en todos los niveles de la población china. Se requería a los estudiantes dominar la poesía para los exámenes de la función pública, el arte estaba teóricamente al alcance de todos. Esto condujo a un gran registro de poesía y poetas de los que sobrevive un registro parcial en la actualidad. Dos de los más famosos poetas de la época fueron Li Bai (李白, 701-762) y Du Fu (杜甫, 712-770).
La poesía Tang ha tenido una influencia en curso sobre la literatura mundial y la poesía moderna.

## Periodización

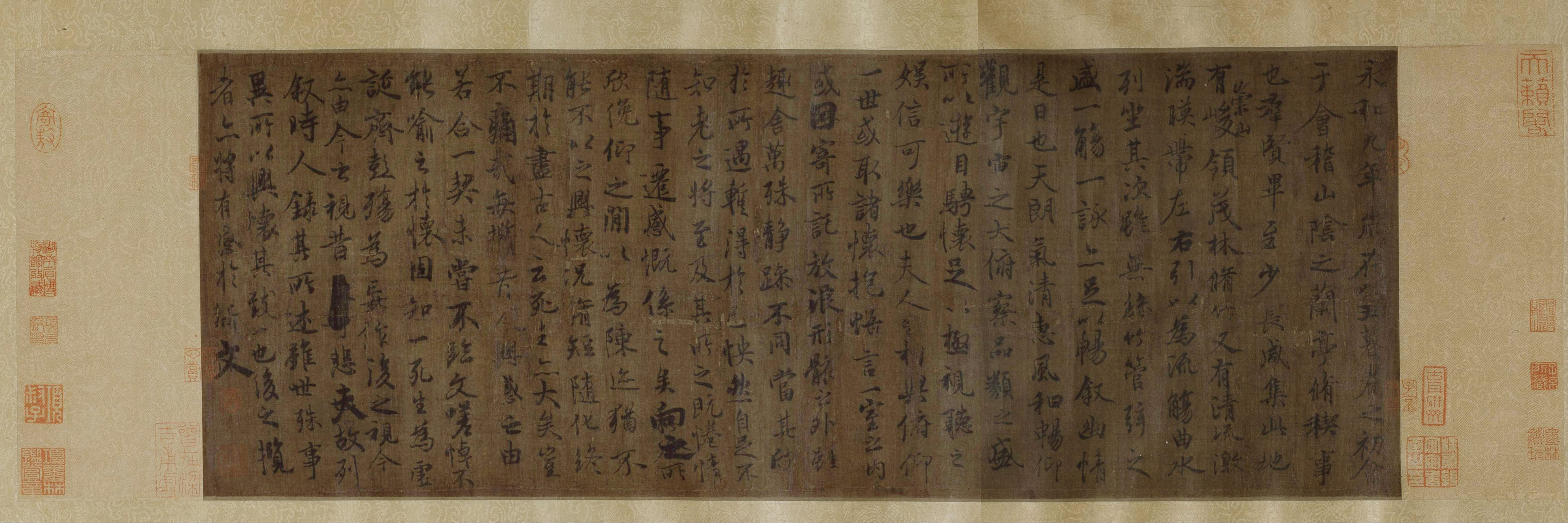
Una copia del prefacio de los poemas de la dinastía Tang de Lantingji Xu, compuesto durante la Encuentro en el pabellón de la orquídea, atribuido originalmente a Wang Xizhi (303-361) de la dinastía Jin

El esquema de periodización utilizado en este artículo es el que detalla el académico de la dinastía Ming Gao Ping (1350-1423) en el prefacio de su obra Tangshi Pinhua, que ha gozado de una amplia aceptación desde su tiempo.
Este sistema, que trata de forma inequívoca la poesía compuesta durante el reinado del emperador Xuanzong (el periodo de Alta Tang) que es de una calidad superior a lo que había antes y un después, es subjetivo y, a menudo no refleja la realidad de la historia de la literatura.

## Las formas
La forma representativa de la poesía compuesta durante la dinastía Tang es el shi (詩; poesía en general). Esto contrasta con la poesía compuesta en la dinastía anterior ( Han) y las dinastías posteriores (Song y Yuan), que se caracterizan por formas fu (賦; poesía descriptiva), ci (词; poesía lírica ) y qu (曲; poema cantado), respectivamente. Sin embargo, durante la dinastía Tang se siguió componiendo fu, y también se vieron los inicios de la forma ci.
Dentro de la forma shi, hubo una preferencia por las líneas en pentasílabo, que había sido el medidor dominante desde el siglo II a. C., pero las líneas en heptasílabo empezaron a crecer en popularidad a partir del siglo VIII. Los poemas generalmente consistían en múltiples pareados, sin límite definido en el número de líneas, pero con una preferencia por múltiplos de cuatro líneas.

## Las fuentes

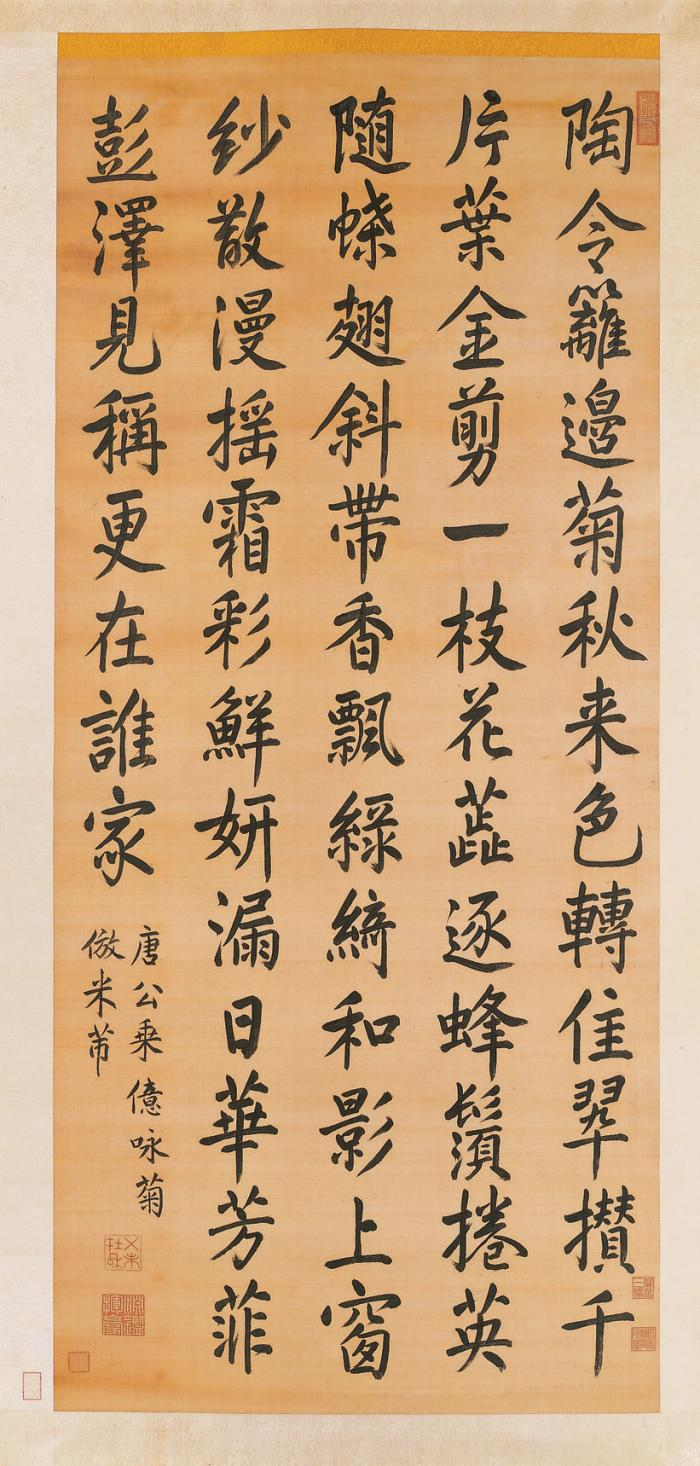
Un poema de la dinastía Tang en la caligrafía del realizado bajo el mandato del emperador Kangxi.

La obra Quantangshi (全唐詩, Antología de poemas Tang) es una antología compilada a principios del siglo XVIII que incluye más de 48.900 poemas de más de 2.200 autores. El Quantangwen (全唐文, Antología de prosa Tang), a pesar de su nombre, contiene más de 1.500 fu y es otra fuente ampliamente consultada para la poesía Tang. A pesar de su nombre, estas fuentes no son exhaustivas, y los manuscritos descubiertos en Dunhuang en el siglo XX incluyen muchos shi y algunos fu, así como variantes de lectura de poemas que también estaban incluidos en las antologías posteriores. Se encuentran colecciones de trabajo de poetas individuales, que en general se puede fechar antes de las antologías Qing, aunque poco antes del siglo XI. Únicamente un centenar de poetas Tang tienen este tipo de ediciones de obras existentes.
Otra fuente importante son las antologías de poesía compiladas durante la dinastía Tang, aunque únicamente existen trece de estas antologías en su totalidad o en parte.
Muchos de los registros de poesía, así como otros escritos, se perdieron cuando la capital de la dinastía Tang, Chang'an, fue dañada por la guerra en los siglos VIII y IX, con  50.000 poemas Tang que sobrevivieron —más que cualquier período anterior de la historia de China—; probablemente, esto representa una pequeña parte de la poesía que realmente se produjo durante el período. Muchos poetas del siglo VII aparecen en el catálogo n.º 721 de la biblioteca imperial como poetas que han dejado atrás grandes volúmenes de poesía, de la que existe una pequeña porción, y hay lagunas notables en las obras poéticas incluso de Li Bo y Du Fu, los dos poetas Tang más célebres.

## La tradición poética pre-Tang
La tradición heredada por los poetas Tang era inmensa y diversa. En la época de la dinastía Tang, ya existía un cuerpo continuo de la poesía china que databa de más de mil años. Obras como el Chu Ci (楚辭, Elegías de Chu) y Shijing (詩, Clásico de poesía) eran las mayores influencias en la poesía Tang, así como los desarrollos de la poesía Han y la poesía Jian'an. Todos estos influyeron en la poesía Seis Dinastías, que a su vez ayudó a inspirar a poetas Tang. En términos de influencias sobre la primera poesía de Tang, Burton Watson caracteriza la poesía primeriza de Sui y Tang como «una simple continuación de géneros y estilos de las Seis Dinastías».

## Historia

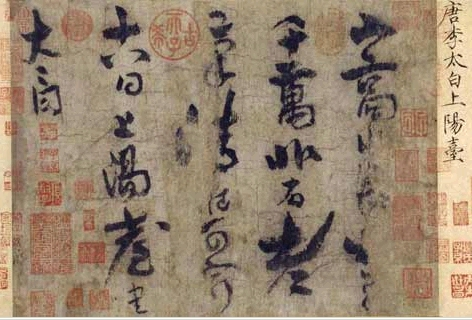
Un poema de Li Bai (701-762), el único ejemplo existente de la caligrafía de este autor, que se encuentra en el Museo del Palacio de Beijing.

La dinastía Tang fue una época de grandes convulsiones sociales y probablemente lingüísticas. De este modo, el género se puede subdividir en varias partes a partir de las principales divisiones más o menos cronológicas, basadas en las etapas de desarrollo o agrupaciones estilísticas —a veces incluso en las amistades personales entre los poetas—.
Cabe recordar que los poetas pueden ser un tanto arbitrariamente asignados en función de sus presuntos datos biográficos —que no siempre se conocen—; además, las vidas de los poetas hacia el principio o al final de este periodo se pueden solapar con la dinastía Sui precedente o junto con el período Cinco Dinastías y Diez Reinos posterior (907-960)-
La cronología de la poesía Tang se puede dividir en cuatro partes: Tang primera, He Zhizhang, Tang media, y Tang tardía.

### Tang primera
En la Tang primera o temprana (初唐), los poetas comenzaron a desarrollar el fundamento de lo que ahora se considera que es el estilo de la poesía Tang, que heredaron de una rica y profunda tradición literaria y poética y de otras varias tradiciones.
La poesía Tang primera se subdivide en fases temprana, media y tardía:
- Algunos de los primeros poetas que empezaron a desarrollar lo que se considera que es el estilo de poesía de la dinastía Tang fueron fuertemente influenciados por el estilo de la corte de las dinastías del Sur (南朝宫), en referencia a las dinastías meridionales del periodo de las Dinastías Meridionales y Septentrionales (420-589) que precedió a la dinastía Sui, de corta duración (581-618). Los poemas de la corte de las dinastías del Sur (o palacio) tendían hacia un estilo recargado y florido, y un vocabulario especial aprobado en parte a través de la continuidad de ciertos individuos gubernamentales que también eran poetas, durante la transición de Sui a Tang . Este grupo incluye el emperador Li Shimin (李世民, 598-649), el calígrafo Yu Shinan (虞世南, 558-638), Chu Liang (禇亮,?), Li Baiyao (李百药, 564-647), el funcionario gubernamental Shangguan Yi (上官儀, 608-665), y su nieta, la funcionaria gubernamental y más tarde consorte imperial Shangguan Wan'er (上官婉儿, 664? -710).[11] De hecho, hubo muchos otros, ya que era una cultura que ponía un gran énfasis en la literatura y la poesía, al menos para las personas en carácter oficial y en su vida privada.
- Los representante de la fase media del Tang temprano son los llamados los «Cuatro amigos literarios»: los poetas Li Jiao (李嶠,?), Su Weidao (蘇味道, 648? -705?), Cui Rong (崔融, 653 -706), y Du Shenyan (杜審言, c. 645-708). Esta fase representó una fase de transición.
- En la fase tardía, el estilo poético se volvió más típico de lo que se considera como la poesía Tang. Una influencia importante fue Wang Ji (585-644) sobre los «Cuatro eminencias» de la dinastía Tang temprana: Wang Bo (王勃, 650-676), Yang Jiong (楊炯, 650-695?), Lu Zhaolin (盧照鄰, c. 634 - c. 684/686), y Luo Binwang (骆宾王, c. 619-684?). Cada uno de ellos prefirió prescindir de pretensiones literarias a favor de la autenticidad.[12]

- A Chen Zi'ang (陈子昂, 661-702) se le atribuye ser el gran poeta que finalmente puso fin al periodo Tang temprano, quien retiró el estilo adornado de la corte a favor de una contundente y auténtica poesía que incluía el comentario político y social —con gran riesgo para sí mismo—, y por tanto abrió el camino a la grandeza que estaba por venir.

### Alta Tang
En la Alta Tang (盛唐), a veces conocida como Tang floreciente o Tang dorada, aparecen por primera vez los poetas que vienen a la mente como poetas Tang, al menos en Estados Unidos y Europa. La poesía de la Alta Tang tuvo numerosas escuelas de pensamiento:
- La parte inicial de esta época, o período-estilo, incluye Zhang Jiuling (张九龄, 678-740), Wang Han (王翰, c. siglo VIII ), y Wang Wan (王湾, 693-751). También había los llamados «El cuatro caballeros de Wuzhong» (吳中四士): He Zhizhang (贺知章, 659-744), Bao Rong (包融, c. siglo  VIII), Zhang Xu (張旭, 658-747, que también fue un famoso calígrafo), y Zhang Ruoxu (張若虛, c. 660 - c. 720).
- El «Grupo de poetas de campos y jardines» (田园诗派) incluyen Meng Haoran (孟浩然, 689/691 - 740), el famoso poeta y pintor Wang Wei (王維, 701-761), Chu Guangxi (儲光羲, 706 / 707- 760), Chang Jian (常建, c. siglo  viii ), Zu Yong (祖咏,?), Pei Di (裴迪, 714 -?), Qiwu Qian (綦毋潜,?), Qiu Wei (丘为, 694-789?), y otros.
- El «Grupo de poetas fortaleza fronteriza» (邊塞詩派) incluye Gao Shi (高適, 706-765), Cen Shen (岑參, 715-770), Wang Changling (王昌龄, 698-756), Wang Zhihuan , (王之渙, 688-742), Cui Hao (崔颢, c. 704 -754) y Li Qi (李頎, 690-751).
- Li Bai (李白, 701-762) y Du Fu (杜甫, 712-770) fueron los dos poetas más conocidos de la poesía Tang. Ambos vivieron para ver el Imperio Tang sacudido por los acontecimientos catastróficos de la rebelión de An Lushan (755-763). La revuelta tuvo un impacto enorme en su poesía, y de hecho significó el fin de una era. Li Bai y Du Fu nunca se han olvidado o han dejado de estar de moda. Ambos son considerados como grandes poetas, especialmente Du Fu, por los poetas de la dinastía Song, pero la «edad de oro» había terminado.

### Tang media
Los poetas de la dinastía Tang media (中 唐), periodo que también se incluyen muchos de los nombres más conocidos, escribieron algunos poemas muy famosos. Fue una época de reconstrucción y recuperación, pero también de altos impuestos y corrupción oficial. Li Po se apoderó de las viejas formas y las convirtió en formas nuevas y contemporáneas, y el desarrollo del estilo formal de la poesía de Du Fu, aunque difícil de igualar y quizás imposible de superar, proporcionó una cimentación firme sobre la que los poetas de la Tang media podían construir.
- En la fase inicial del período Tang medio, la poesía yuefu (樂府) de Du Fu se extendió a través de poetas como Dai Shulun (戴叔伦, 732-789), que aprovechó la oportunidad para advertir, con sus escritos, a los funcionarios gubernamentales con respecto a sus deberes para con el sufrimiento de la gente común.
- Otros se concentraron en desarrollar el estilo de poema de paisaje (山水诗), como Liu Changqing (刘长卿, 709-780) y Wei Yingwu (韦应物, 737-792).
- El estilo de la fortaleza fronteriza tuvo sus defensores continuos, los cuales son representativos Li Yi (李益, 746 / 748-827 / 829) y Lu Lun (卢纶, 739-799).
- La asociación tradicional entre la poesía y los estudios académicos se demostró por la existencia de un grupo de diez poetas (大历十才子), que tendían a ignorar los malos tratos a la gente, prefiriendo cantar sus poemas en alabanza de paz, bellos paisajes y lo encomiable de la reclusión. Ellos son: Qian Qi (錢起, 710-782), Lu Lun es también una parte de este grupo, Ji Zhongfu (吉中孚,?), Han Yi (韩翊,?), Sikong Shu (司空曙, 720-790), Miao Fa o Miao Bo (苗發/苗发,?), Cui Tong (崔峒,?), Geng Hui (耿諱/耿讳,?), Xia Hou Shen (夏侯审,?) y el poeta Li Duan (李端, 743-782).
- Uno de los más grandes poetas Tang fue Bai Juyi (白居易, 772-846), considerado el líder de la injusticia y expresó sus sentimientos claramente en su poesía y esto le causó problemas más de una vez. Entre los otros poetas que se consideran parte de este movimiento son Yuan Zhen (元稹, 779-831), Zhang Ji (张籍, 767-830), y Wang Jian (王建, 767-830?).
- Varios poetas Tang se destacan por ser individualistas, aunque realmente se pueden considerar como un grupo, ya que comparten un interés común en la exploración experimental de la relación de la poesía con las palabras, y empujan los límites de la misma; incluyendo: Han Yu (韩愈, 768-824), Meng Jiao (孟郊, 751-814), Jia Dao (賈島/贾岛, 779-843), y Lu Tong (盧仝/卢仝, 795-835) .
- Dos poetas notables fueron Liu Yuxi (刘禹锡, 772-842) y Liu Zongyuan (柳宗元, 773-819).
- Otra notable poeta es el efímero Le He (李贺, 790-816), conocido como «el Mallarmé chino».[13]

### Tang tardía
La poesía Tang tardía (晚唐), de manera similar a como el periodo anterior también fue conocida con el nombre Li-Du (李杜) por la combinación de los nombres de la pareja Li Bo y Du Fu, fue llamada como «Pequeña Li-Du» (小李杜), en referencia a los poetas Li Shangyi (李商隱, 813-858) y Du Mu (杜牧, 803-852). Estas dos parejas se están consideradas para tipificar dos corrientes poéticas divergentes que existían en cada una de estas dos épocas, el Tang floreciente y el Tang tardío:
- La poesía de tipo de Li Shangyi tiende hacia la sensualidad abstracta, densa, alusiva y difícil. Otros poetas de este estilo fueron Wen Tingyun (温庭筠, 812-870) y Duan Cheng Shi (段成式, c. 803-863). Estos poetas han ganado interés en los tiempos modernos.
- La poesía del tipo de Du Mu, tiende hacia un estilo claro y robusto, a menudo mirando hacia el pasado con tristeza, tal vez como reflejo de los tiempos. La dinastía Tang caía a pedazos; aunque existía, era obvio que estaba en un estado de decadencia.
- También hubo otros poetas pertenecientes a una u otra de las dos principales escuelas del Tang tardío. En una escuela fueron Luo Yin (羅隱/罗隐, 833-909), Nie (o Zhe, o She o Ye-Yizhong) (聶夷中/聂夷中, 887-884), Du Xunhe (杜荀鹤, 846-904), Pi Rixiu (皮日休, c. 834 / 840-883), Lu Guimeng (陸龜蒙/陆龟蒙? -881), y otros. En el otro grupo, estuvieron Wei Zhuang (韦庄, 836-910), Sikong Ti (司空圖, 837-908), Zheng Gu (鄭谷, 849-911), Han Wo (韓偓, 844-? ), y otros. Durante el ocaso definitivo de la dinastía Tang, las dos escuelas eran propensas a mostrar una angustia melancólica; variaban en función de si tendían hacia la metáfora y alusiones o a una expresión más clara y directa.
- Yu Xuanji (鱼玄机, 844-868 / 869) fue una famosa poetisa del Tang tardío.
- Le He (李賀, c.  790/791 -  c.  816/817), fue otro famoso poeta de la misma época.

### Continuación al Tang meridional
Tras la caída oficial de la dinastía Tang en el 907, algunos miembros de casa reinante de Li lograron encontrar refugio en el sur de China, donde sus descendientes fundaron la dinastía Tang meridional (南唐) en 937. Esta dinastía continuó muchas de las tradiciones de la primera gran dinastía Tang, incluyendo la poesía, hasta su caída oficial en 975, cuando su gobernante, Li Yu (李煜, c. 937-978) fue capturado. Es importante destacar que para la historia de la poesía, Li Yu sobrevivió tres años como prisionero de la dinastía Song, y durante este tiempo compuso algunas de sus obras más conocidas. Por lo tanto, la inclusión de este «resplandor de la dinastía Tang», hace que se pueda considerar la fecha de la muerte de Li Yu (978) como el final de la poesía Tang.

### Tras la caída de la dinastía Tang
Sobreviviendo a las turbulentas décadas de la época de las Cinco Dinastías y Diez Reinos, la poesía Tang fue quizás la mayor influencia sobre la poesía de la dinastía Song, por ejemplo, se puede ver como poetas importantes como Su Shi (蘇軾, 1037 -1101) creaban nuevas obras basadas en el emparejamiento con poemas de Du Fu. Este estilo de apareamiento ya era conocido en el Tang tardío. Pi Rixiu y Lu Guimeng, a veces conocidos como Pi-Lu, eran bien conocidos por eso: uno escribía un poema con un cierto estilo y esquema de la rima, y entonces el otro respondía con un poema diferente, pero coincidiendo con la estilo y con la misma rima. Esto permite sutilezas que únicamente pueden ser observadas con la visión de los dos poemas juntos.
En épocas posteriores se ha visto la popularidad de varios poetas Tang. La dinastía Qing vio recogido la publicación de la compilación masiva de poemas Tang, el Quan Tangshi (全唐詩, los Trescientos poemas Tang Antología de poemas Tang), así como las menos especializadas, pero más populares, los trescientos poemas Tang (唐诗三百首). Además, en la era de la dinastía Qing se restauró en los exámenes de la administración pública imperial (科舉) el requisito de componer poesía de estilo Tang. En China, algunos de los poetas, como Li Bo y Du Fu nunca han caído en el olvido; otros, tales como Le Shangyi, han sido re-descubiertos actualmente.

## Antologías
Se han hecho muchas colecciones de poesía Tang, tanto durante la dinastía Tang como posteriormente. En el primer siglo de la época Tang se hicieron varias colecciones de la poesía contemporánea, algunas de los cuales han sobrevivido y otras no; estas primeras antologías reflejan la poesía Tang temprana en el contexto de la corte imperial.
Las antologías posteriores de la poesía Tang compiladas durante la dinastía Qing incluyen tanto el Quan Tangshi (全唐詩, Antología de poemas Tang)) y la compilación personal del académico Sun Zhu (孫洙, 1711 a 1778), los Trescientos poemas Tang (唐诗三百首). Se ha encontrado entre los manuscritos de Dunhuang parte de una antología de Cui Rong (崔融, 653-706), el Zhuying ji (珠英集, Colección de glorias preciosas), que consiste en aproximadamente una quinta parte de la original, con cincuenta y cinco poemas de trece hombres, publicado por primera vez en el reino de Wu Zetian (武則天, 655-683). El libro contiene poemas de Cui Rong (653-706), Li Jiao (李嶠, 644-713), Zhang Yue (张说, 677-731), y otros.

### Ejemplo de versos
望嶽 (chino)

岱宗夫如何，
齊魯青未了
造化鍾神秀，
陰陽割昏曉
盪胸生曾雲
決眥入歸鳥
會當淩絕頂
一覽眾山小。

Contemplando la montaña sagrada( español)

Monte Primordial, pero ¿ cómo es?
En Qi, o en Lu, verdea sin fin.
Creación y cambio unen magia y gracia,
umbría y solana cortan noche y día.
Pecho estremecido, emanan las nubes.
Ojos asombrados, regresan los pájaros. 
Alcanzaré un día la más alta cima.
Todo monte entonces quedará menudo.

杜甫 (Du Fu)

## Características
La poesía Tang tiene ciertas características. Contextualmente, el hecho de que los poemas fueran generalmente destinados a ser recitados en chino hablado más o menos contemporáneo —ahora conocido como el chino clásico , o, a veces, como chino literario , en los casos dinastía-Han— y que los poemas están escritos en caracteres chinos, son ciertamente importantes.
También son importantes el uso de ciertas formas típicas poéticas, varios temas comunes, y el medio social y natural que la rodea.

## Relación con el budismo, el taoísmo y el confucianismo
El tiempo de la dinastía Tang fue un fermento religioso, que se reflejó también en la poesía. Muchos de los poetas eran devotos religiosos. Además, en este momento, la religión tendía a tener una relación íntima con la poesía.

## Estudios de género
Ha habido un cierto interés en la poesía Tang en el campo de los estudios de género. Aunque la mayoría de los poetas eran hombres, había varias mujeres importantes. Además, muchos de los hombres escribieron desde el punto de vista de una mujer, o el amor de los demás hombres. Históricamente y geográficamente localizada en la dinastía Tang de China, esta es un área que no ha escapado de interés desde la perspectiva de los roles de género históricos.